# Фірма пригод (фільм)
«Фірма пригод» (рос. «Фирма приключений») — радянський художній детективний фільм 1991 року.

## Сюжет
Детектив за мотивами повісті Павла Багряка. У місті при загадкових обставинах зникають і гинуть люди. Комісар Гард і інспектор Таратура вважають, що всі ці вбивства — результат війни двох мафій. Але журналіст Честер дотримується іншої думки. Він упевнений, що злочини — результат діяльності «Фірми пригод». Фірма продає пригоди всім бажаючим полоскотати собі нерви. Найдорожча і цікава пригода — «пригода без гарантії», але в цьому випадку компанія не несе відповідальності за можливу загибель клієнта. Бажаючи розібратися в діяльності фірми та написати про це репортаж, журналіст Честер купує собі саме смертельну пригоду…

## У ролях
- Анатолій Васильєв — Девід Гард, комісар
- Улдіс-Яніс Вейспалс — Таратура, інспектор
- Володимир Стеклов — Фред Честер, журналіст
- Альберт Філозов — Дорон, адмірал
- Мілена Тонтегоде — Діна Ланн, наречена майбутнього президента Кіфа Бакеро
- Віктор Павлов — Хартон, директор «Фірми пригод»
- Арніс Ліцитіс — Христофор Гауснер, ватажок бандитського угруповання
- Олександр Яковлєв — Івон Фрез, ватажок іншого бандитського угруповання
- Олена Валаєва — Шарлотта, сестра милосердя
- Вадим Долгачов — епізод
- Дмитро Журавльов — резидент
- Анатолій Мамбетов — Метьюз Барроу, мафіозі-каліка
- Дмитро Матвєєв — епізод
- Олексій Михайлов — епізод
- Лариса Полякова — епізод
- Михайло Ремізов — Фірмач
- Василь Долбітіков — Нейл Робсон, мафіозі
- Марія Величкина — епізод
- Світлана Мигунова-Далі — японка
- В. Круглов — епізод
- Т. Масягіна — епізод
- Т. Султан-Заде — епізод
- А. Шаматов — епізод
- Михайло Крисін — Мішель Асані, мафіозі

## Знімальна група
- Режисер — Ігор Вознесенський
- Сценарист — Ігор Вознесенський
- Оператор — Анатолій Буравчиков
- Композитор — Марк Мінков
- Художник — Фелікс Ростоцький